# Фокстон
Фокстон (енгл. Folkestone) је град и лука у Уједињеном Краљевству у Енглеској у грофовији Кент, 11 km југозападно од Доверa. Према попису из 2001. у граду је живело 45.273 становника.
Код Фокстона се налази северни улаз у Евротунел. Пре изградње Евротунела Фокстон је био повезан са француским градовима Булоњ сир Мер и Кале трајектима и ховеркрафтима.
У граду је 1933. одржана 5. светска шаховска олимпијада.

## Партнерски градови
- Булоњ на Мору
- Миделбург